# Emil Frey (pianista)
Emil Frey (ur. 8 kwietnia 1889 w Baden, zm. 20 maja 1949 w Zurychu) – szwajcarski pianista, kompozytor i pedagog.

## Życiorys
Brat Waltera, również pianisty. Początkowo kształcił się w konserwatorium w Genewie, gdzie jego nauczycielami byli Otto Barblan, Willy Rehberg i Joseph Lauber. W wieku 15 lat rozpoczął studia w Konserwatorium Paryskim u Louisa Diémera, Gabriela Faurégo i Charles’a-Marie Widora. Uczelnię tę ukończył w 1906 roku z I nagrodą. W kolejnych latach przebywał w Berlinie i Bukareszcie. W 1910 roku zdobył nagrodę im. Artura Rubinsteina w Petersburgu wraz z wyróżnieniem za Trio fortepianowe. W latach 1912–1917 był wykładowcą Konserwatorium Moskiewskiego. W 1918 roku wrócił do Szwajcarii, od 1922 roku prowadził klasę fortepianu w konserwatorium w Zurychu. Był jurorem III Międzynarodowego Konkursu Pianistycznego im. Fryderyka Chopina w 1937 roku. 
Tworzył w stylu romantycznym. Skomponował m.in. 2 symfonie, koncerty fortepianowy, skrzypcowy i wiolonczelowy, kwintet fortepianowy, kwartet smyczkowy, trio fortepianowe, sonaty skrzypcową i wiolonczelową, szereg utworów na fortepian. Opublikował pracę Bewusst gewordenes Klavierspiel und seine technischen Grundlagen (Zurych 1933).